# Domingo Batet
Domingo Batet Mestres (Tarragona, 30 de agosto de 1872-Burgos, 18 de febrero de 1937) fue un militar español, general de división del Ejército de Tierra. Desempeñó un papel muy destacado en el fracaso de la insurrección de la Generalidad el 6 de octubre de 1934. Tras negarse a secundar el golpe de Estado de julio de 1936 en Burgos, fue condenado por un tribunal militar y fusilado por el bando sublevado.

## Biografía

### Carrera militar
Ingresó en la academia militar en 1887. En 1895 partió como teniente voluntario a la guerra de Cuba (1895-1898), donde al año siguiente fue ascendido a capitán por méritos de guerra. En 1897 volvió a España, continuando los estudios militares. En 1919 fue ascendido a coronel. En 1925 es ascendido a general de brigada y destinado a Alicante, y posteriormente a Tarragona, su ciudad natal.
Fue nombrado juez de los procedimientos motivados por el denominado expediente Picasso tras el llamado Desastre de Annual. Como parte de dichos procedimientos, escribió un informe sobre los altos mandos del ejército español en Marruecos, en el que Franco no quedó muy bien parado.
En los primeros momentos de la dictadura de Primo de Rivera, Batet aceptó el nuevo régimen. Sin embargo, en 1926 es detenido y procesado acusado de complicidad en el intento de alzamiento militar contra la dictadura conocido como la Sanjuanada, pero el Consejo Superior de Guerra lo absolvió.

### Segunda República

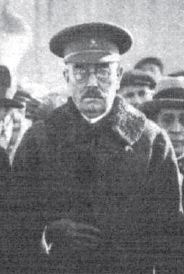
Domingo Batet en Tortosa. Foto publicada en el artículo «Tortosa y Marcelino Domingo», Mundo Gráfico, n.º 1049, 8 de diciembre de 1931.

Al ser proclamada en 1931 la República, se encontraba destinado en Mallorca. En julio de 1931 sustituyó al general López Ochoa como capitán general de Cataluña y general en jefe de la IV División Orgánica al ser éste relevado por discrepancias con el ministro de la Guerra, Manuel Azaña. Durante su permanencia en este destino se distinguió por su acatamiento de la autoridad civil, el respeto al régimen autonómico catalán y la prudencia con que actuó en las tensiones entre algunos sectores militares y la nueva administración autonómica. 
Al producirse la insurrección de la Generalidad el 6 de octubre de 1934, Lluís Companys le conminó a que se pusiera a las órdenes de la Generalidad. Sin embargo, Batet se puso en contacto con Lerroux, presidente del Consejo de Ministros, el cual le ordenó que declarase el estado de guerra. Tras diferentes disturbios con el resultado de 3 muertes, el ejército comandado por Batet tomó la plaza de San Jaime. El general parlamentó con Enrique Pérez Farrás, a la cabeza de los Mozos de Escuadra, para que abandonaran las armas. Aquel no se rindió y los Mozos de Escuadra comenzaron a disparar contra las tropas, produciendo varias muertes y heridos. Entonces, los cañones del ejército dispararon contra el palacio de la Generalidad de Cataluña. Tras 5 horas, los insurrectos comandados por el coronel Frederic Escofet se rindieron y fueron hechos prisioneros.
Pese a los combates, se considera que consiguió dominar la situación con el mínimo de destrucción y violencia, actitud que le valió ataques de ambos bandos: de la derecha y de algunos sectores militares por un lado y de los insurrectos por otro (durante la guerra, la familia de Batet, profundamente católica, sufrió persecución, hasta que por intermediación de Josep Tarradellas, amigo de Batet, pudo huir a Francia). Por su participación en la restauración del orden obtuvo la Cruz Laureada de San Fernando.
En marzo de 1935 Batet fue nombrado jefe del Cuarto Militar del presidente de la República, Niceto Alcalá-Zamora. El 13 de junio de 1936 cesó, a petición propia y fue designado general en jefe de la VI División Orgánica de Burgos.

### Guerra civil española
Durante los preparativos de la sublevación llevados a cabo por diversos sectores militares, tomó una postura contraria y el 16 de julio de 1936 se entrevistó por propia iniciativa, en el monasterio de Irache, con su subordinado, amigo y uno de los principales conspiradores, el general Emilio Mola, comandante militar de Pamplona. Allí trató de averiguar si Mola estaba implicado en la conspiración e incluso llegó a pedirle su palabra de honor de que no participaría en la sublevación, que Mola efectivamente le dio. Creyendo en la palabra de Mola, el 18 de julio Batet no accedió a la petición del coronel Moreno Calderón, su jefe de Estado Mayor (y posterior integrante de la Junta de Defensa Nacional), de ponerse al frente de la sublevación de su División Orgánica. Por ello fue detenido por sus subordinados, el teniente coronel José Aizpuru Martín-Pinillos y el comandante Antonio Algar Quintana.
Condenado a muerte en consejo de guerra —presidido por el general Ángel García Benítez—, fue fusilado el 18 de febrero de 1937, a pesar de las gestiones que en su favor llevaron a cabo los generales Queipo de Llano y Cabanellas. Franco hizo caso omiso de las peticiones de Queipo de Llano en favor de su amigo Batet en venganza por la negativa de Queipo a perdonar la vida del general Campins.